# Torymus wachtliellae
Torymus wachtliellae är en stekelart som beskrevs av Graham och Gijswijt 1998. Torymus wachtliellae ingår i släktet Torymus och familjen gallglanssteklar. Arten är reproducerande i Sverige. Inga underarter finns listade i Catalogue of Life.